# Clima di Genova

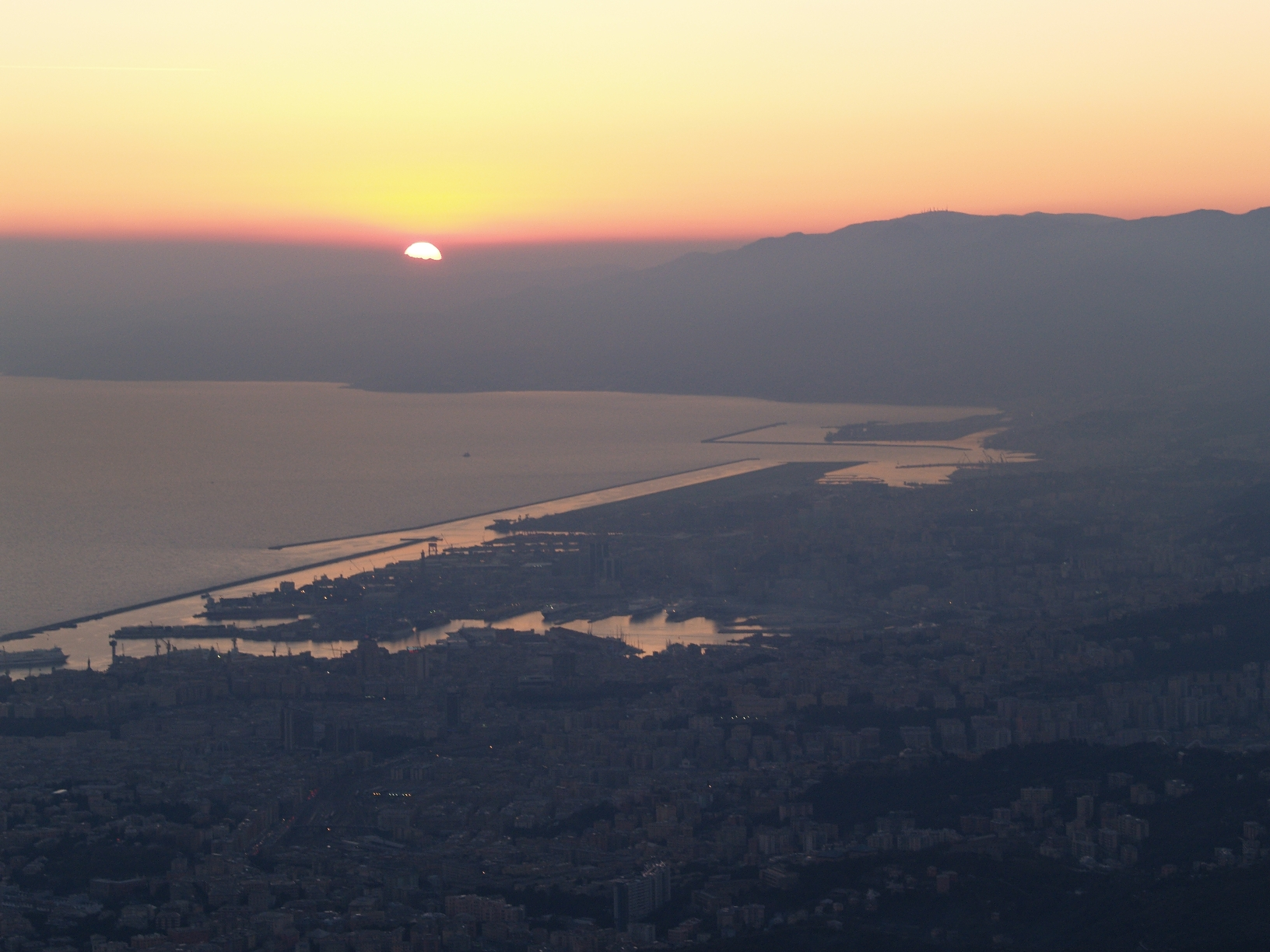
Tramonto dal Monte Fasce

Il clima di Genova è secondo la classificazione di Köppen clima temperato marittimo umido (Köppen: Cfa) e clima temperato caldo mediterraneo (Köppen: Csa) (ma con fortissimi influssi atlantici), a seconda delle varie zone in cui si estende la vasta superficie territoriale.
Data la peculiarità del territorio cittadino infatti si può affermare che ogni quartiere di Genova goda, all'interno di questo quadro generale, di un microclima che lo contraddistingue dal resto della città per temperatura, umidità, piovosità e insolazione.
In linea di massima, sulla costa in inverno, le zone di Voltri e Sampierdarena presentano temperature più rigide delle zone limitrofe del litorale perché maggiormente esposte a correnti settentrionali provenienti dai modesti valichi appenninici.
Temperature decisamente miti si riscontrano invece nel quartiere di Pegli e tra Quarto e Nervi, riparate dall'elevata altitudine dei rilievi immediatamente retrostanti.
Sempre in virtù dell'orografia del territorio, la Val Bisagno risulta meno fredda e ventosa rispetto alla Val Polcevera perché non possiede facili accessi diretti al bacino padano come nel caso del Passo dei Giovi.

## Escursione termica
L'escursione termica fra il giorno e la notte è assai limitata, specialmente nei quartieri che si affacciano direttamente sul mare, e si attesta mediamente attorno ai 6 °C in tutte le stagioni.
La temperatura media annuale è di circa 16 °C.

## Le stagioni
La stagione invernale è caratterizzata da temperature generalmente miti lungo la fascia litoranea, comprese a gennaio tra +4,7 °C di media minima e +10,7 °C di media massima. È un fatto raro che le temperature, almeno sulla costa, scendano al di sotto dei 3 gradi; viceversa, nei quartieri collinari e nelle vallate non è anomalo registrare minime negative.
Il record del freddo sulla fascia costiera, misurato nel gennaio del 1891, è di -8,5 °C. Alcuni termometri dei quartieri collinari e delle più interne vallate cittadine hanno diffusamente registrato temperature di -11/-12 °C durante il freddissimo gennaio 1985. Cronache antecedenti l'utilizzo dei moderni termometri riferiscono che le acque del porto di Genova gelarono in diverse occasioni, l'ultima delle quali nel 1709.
Tipica dell'inverno è la tramontana, che aumenta notevolmente la sensazione di freddo anche con temperature relativamente miti.

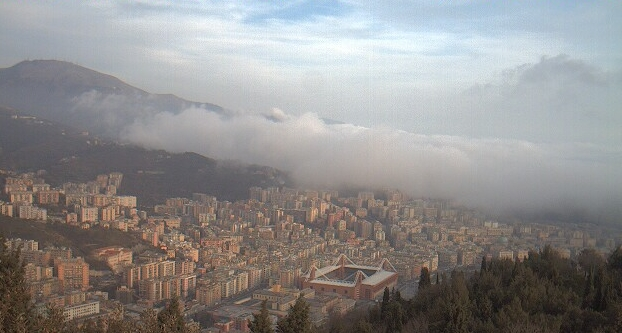
Nebbia da avvezione al termine di una giornata primaverile

L'inizio della primavera presenta spesso una variabilità accentuata: a giornate soleggiate e con temperature superiori ai +20 °C si alternano periodi perturbati, che in alcuni casi hanno comportato nevicate tardive, perfino sulla costa anche con accumulo, l'ultima delle quali il 3 marzo 2005, o nevicate "coreografiche", l'ultima delle quali il 7 aprile 2021. Nei mesi di aprile e maggio le giornate tendono ad essere più stabili, con temperature a volte tipicamente estive.
A conclusione delle prime giornate tipicamente primaverili, può verificarsi un fenomeno raro ma suggestivo: dal mare per avvezione una fitta nebbia (in genovese caligo) avvolge dapprima la costa per poi risalire i rilievi e posizionarsi all'altezza dei quartieri collinari. Più frequente della nebbia è però il fenomeno della macaia, che si caratterizza per la presenza di nubi basse costiere in presenza di condizioni anticicloniche.
In estate prevalgono le brezze di mare, che mitigano fortemente la calura specialmente nella prima parte della stagione, quando il mare è ancora relativamente freddo. Le temperature medie di luglio e agosto oscillano tra i +20,8/20,9 °C della media minima e i +27,2/27,5 °C della media massima. L'elevata umidità, soprattutto notturna, causa non di rado una sensazione d'afa molto pronunciata, pur in presenza di temperature non particolarmente elevate. Le piogge si fanno via via più scarse, per poi riprendere dopo la metà di agosto.
Quando un anticiclone si pone a nord delle Alpi inibendo le brezze di mare, si possono avere giornate molto calde, con temperature diurne superiori ai +30 °C, ma associate a tassi di umidità bassi. Durante due di queste situazioni, il 6 settembre 1949 e il 5 luglio 1952 venne registrata dalla stazione meteo di Genova Università la temperatura più alta della serie storica ultrasecolare dell'osservatorio meteorologico del capoluogo ligure: +37,0 °C. Secondo l'archivio dati NOAA il 4 luglio 1952 si raggiunsero i +100 °F, equivalenti a +37,8 °C, presso la stazione del Servizio Meteorologico dell'Aeronautica Militare, che all'epoca era ubicata presso l'idroscalo di Sampierdarena. Tale valore venne superato in data 7 agosto 2015 alle ore 16.00, allorché il termometro raggiunse i +38,5 °C.
Nella prima parte dell'autunno prevalgono le giornate soleggiate, con temperature gradevoli e un basso tasso di umidità; l'unica eccezione riguarda la storica ondata di freddo dell'ottobre 1974. L'autunno è però anche la stagione più piovosa dell'anno, anche se non mancano le cosiddette "ottobrate", ossia il prolungamento della stagione balneare fino a ottobre inoltrato. Il mese di novembre, a seconda degli anni, può trascorrere come il resto della stagione, all'insegna del clima mite, oppure può dar vita ad un anticipo d'inverno, con temperature minime prossime allo zero.
La tabella riporta le temperature medie massime e medie minime registrate dalla stazione meteorologica di Genova-Sestri Ponente dell'Aeronautica Militare, così come le temperature estreme massime ed estreme minime registrate presso la medesima stazione meteo.
| Mese                  | Mesi | Mesi | Mesi | Mesi | Mesi | Mesi | Mesi | Mesi | Mesi | Mesi | Mesi | Mesi | Stagioni | Stagioni | Stagioni | Stagioni | Anno |
| Mese                  | Gen  | Feb  | Mar  | Apr  | Mag  | Giu  | Lug  | Ago  | Set  | Ott  | Nov  | Dic  | Inv      | Pri      | Est      | Aut      | Anno |
| --------------------- | ---- | ---- | ---- | ---- | ---- | ---- | ---- | ---- | ---- | ---- | ---- | ---- | -------- | -------- | -------- | -------- | ---- |
| T. max. media (°C)    | 10,7 | 12,1 | 14,4 | 17,0 | 20,8 | 24,2 | 27,2 | 27,5 | 24,3 | 20,3 | 15,3 | 12,3 | 11,7     | 17,4     | 26,3     | 20,0     | 18,8 |
| T. min. media (°C)    | 4,7  | 6,0  | 8,2  | 10,7 | 14,5 | 18,0 | 20,8 | 20,9 | 17,9 | 14,2 | 9,6  | 6,4  | 5,7      | 11,1     | 19,9     | 13,9     | 12,7 |
| T. max. assoluta (°C) | 20,3 | 22,5 | 24,8 | 29,4 | 32,8 | 35,6 | 37,5 | 38,5 | 34,2 | 28,9 | 22,9 | 20,8 | 22,5     | 32,8     | 38,5     | 34,2     | 38,5 |
| T. min. assoluta (°C) | −8,5 | −5,0 | −3,6 | 3,4  | 6,6  | 7,3  | 13,9 | 10,7 | 9,0  | 5,1  | 1,1  | −3,6 | −8,5     | −3,6     | 7,3      | 1,1      | −8,5 |

ELIOFANIA: il numero di ore di sole medie annue a Genova Centro è di 2222 (tra quello di Oporto e quello de La Coruña), a Genova Sestri di circa 2100 e a Genova Voltri di circa 2000, toccando il minimo a Genova Pontedecimo, di circa 1900, e il massimo a Genova Nervi, di circa 2300.

## Perturbazioni
Al generale clima mite invernale fanno eccezione i giorni in cui soffia la cosiddetta tramontana scura, vento freddo che si incunea dalla Pianura Padana lungo i bassi valichi che si aprono tra i monti alle spalle della città, per catapultarsi a gran velocità verso le vallate genovesi e che porta sovente, oltre ad un repentino e sensibile calo delle temperature, pioggia o neve. La zona di Pegli e quella dell'estremo levante cittadino, da Quarto dei Mille a Nervi, sono immuni dall'effetto di tale vento, non avendo bassi valichi alle spalle.
Genova è soggetta anche alla depressione ligure, nota come Genoa Low, una depressione che si crea sottovento all'arco montano ligure quando una corrente d'aria fredda, scendendo velocemente dal nord-Atlantico attraverso la valle del Rodano, incontra la superficie più calda del mare. Tali perturbazioni comportano il calo repentino delle temperature e il coinvolgimento di tutto il territorio cittadino. Anche i venti provenienti dai Monti Balcani (che a Genova giungono come grecale) sono portatori di freddo: in questo caso però si hanno giornate secche e soleggiate.
Le piogge sono presenti in quantità diverse durante l'anno: più localizzate, sporadiche e prevalentemente a carattere temporalesco durante i mesi estivi (luglio è il mese più secco con una media di 27 mm), raggiungono l'apice della frequenza e dell'intensità tra fine agosto e novembre (è proprio ottobre, il mese centrale del periodo, il mese più piovoso, con 213,7 mm di media), quando di norma scende di latitudine il flusso delle correnti perturbate atlantiche, ma soprattutto si rompe il tempo estivo in un mare caldo, che carica di energia le perturbazioni.
La tabella seguente riporta la piovosità media registrata presso la stazione meteo dell'Aeronautica Militare di Genova Sestri:
| Mese                        | Mesi | Mesi | Mesi | Mesi | Mesi | Mesi | Mesi | Mesi | Mesi | Mesi | Mesi | Mesi | Stagioni | Stagioni | Stagioni | Stagioni | Anno  |
| Mese                        | Gen  | Feb  | Mar  | Apr  | Mag  | Giu  | Lug  | Ago  | Set  | Ott  | Nov  | Dic  | Inv      | Pri      | Est      | Aut      | Anno  |
| --------------------------- | ---- | ---- | ---- | ---- | ---- | ---- | ---- | ---- | ---- | ---- | ---- | ---- | -------- | -------- | -------- | -------- | ----- |
| Nuvolosità (okta al giorno) | 4,3  | 4,3  | 4,4  | 4,7  | 4,5  | 4,1  | 3,0  | 3,3  | 3,6  | 3,8  | 4,5  | 4,2  | 4,3      | 4,5      | 3,5      | 4,0      | 4,1   |
| Precipitazioni (mm)         | 106  | 66   | 86   | 105  | 95   | 54   | 27   | 81   | 99   | 153  | 111  | 81   | 253      | 286      | 162      | 363      | 1 064 |
| Giorni di pioggia           | 21   | 20   | 21   | 23   | 22   | 19   | 17   | 19   | 21   | 23   | 22   | 22   | 63       | 66       | 55       | 66       | 250   |

La piovosità annua, in media 1064 mm, è soggetta a forte variabilità, dipendente dall'intensità dei fenomeni: negli ultimi 10 anni si va da un minimo di 925 mm registrati nel 2004 ad un massimo di 3000 mm registrati nel 2014.
La città infatti, a causa dell'esposizione ai venti umidi da sud che impattano contro i gruppi montuosi alle sue spalle, è soggetta non di rado a violentissime precipitazioni concentrate in poche ore. Tra le ore 19 del 7 ottobre e le ore 17 dell'8 ottobre 1970 a Bolzaneto, quartiere periferico in Val Polcevera, caddero 948 mm di pioggia. Si ipotizza che sui rilevi collinari alle spalle della città quel giorno le precipitazioni possano aver sfiorato i 1100 mm di pioggia in 22 ore.
Qui riportiamo l'elenco delle più importanti alluvioni genovesi:
- 7/8 ottobre 1970: dalle 19 del 7 alle 17 dell'8: 450 mm in centro, 700 mm a Sestri, 800 mm a Voltri, 948 mm a Bolzaneto
- 6 ottobre 1977: dalle ore 6 alle ore 11: circa 300 mm
- 7/8 ottobre 1977: dalle ore 21 del 7 alle ore 12 dell'8: 200 mm
- 23/24 agosto 1984: dalle ore 22 del 23 fino alle 1 del 24, poi violentissima dalle ore 10 alle ore 13 del 24: 350 mm a Voltri
- 30 luglio 1987: dalle ore 13 alle ore 17: 300 mm a Sampierdarena
- 27 settembre 1992: dalle ore 11 alle ore 24: 300 mm nel ponente, 450 in centro, 600 in Val Bisagno
- 23 settembre 1993: dalle ore 6 alle ore 15: 300 mm in centro, 450 mm a Sestri, 600 mm a Pra', 800 mm a San Carlo di Cese
- 26 giugno 1994: dalle ore 18 alle ore 24: 400 mm a Voltri
- 4 novembre 1994: dalle ore 12 alle ore 16: 250 mm a Sestri
- 14 luglio 1998: dalle 9 alle 13: 400 mm a Fabbriche (Voltri)
- 4 ottobre 2010: dalle 10 alle 16: 450 mm a Sestri, circa 300 altrove nel ponente
- 4 novembre 2011: dalle 8 alle 14: 550 mm nel bacino del Fereggiano, circa 400 mm in centro
- 9 ottobre 2014: dalle ore 22 alle ore 23:30 300 mm nel bacino del Bisagno e del Fereggiano.
- 15 novembre 2014: dalle ore 10:00 alle ore 15:00 400 mm in Val Polcevera e sul quartiere di Genova Voltri.

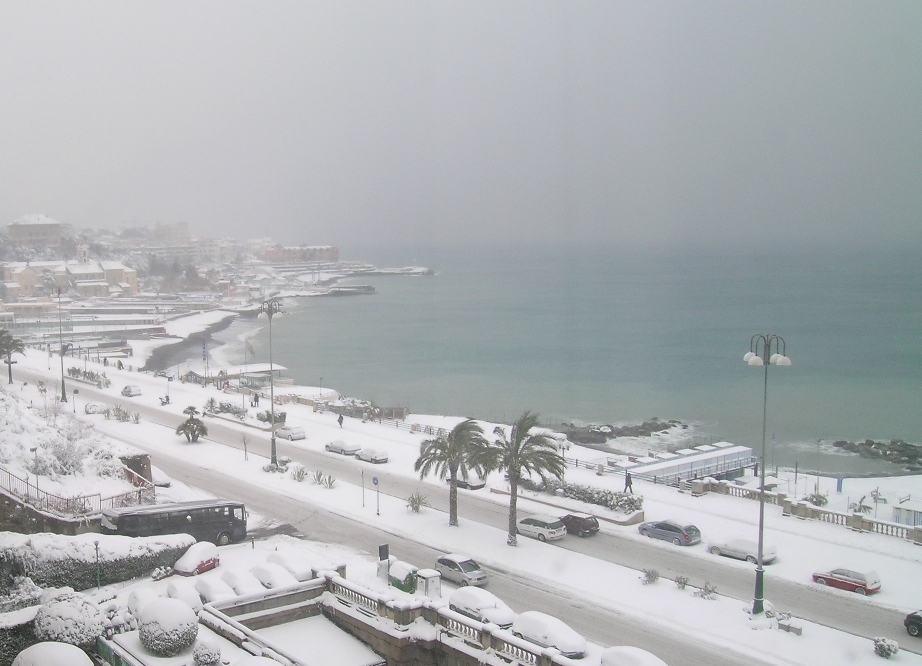
Corso Italia durante la nevicata del 3 marzo 2005

Non sono rare sul territorio genovese non situato sulla fascia costiera, nevicate più o meno abbondanti. Si presentano anche più di una volta l'anno, colpendo prevalentemente i quartieri collinari o quelli più interni delle valli del Polcevera e del Bisagno. Sporadicamente tuttavia non mancano di imbiancare, rendendola particolarmente suggestiva, la fascia litoranea e il centro cittadino, come è accaduto, ad esempio, nel marzo 2005 e nel gennaio 2006. L'ultima il 23 gennaio del 2019 con un accumulo di una decina di centimetri.
Solitamente, gli accumuli di neve al suolo nel capoluogo ligure svaniscono nel giro di pochi giorni, se non di poche ore, grazie soprattutto all'azione compensatrice dei venti più caldi provenienti dal Mar Ligure, che prendono il sopravvento non appena cessano gli influssi gelidi della tramontana.
Negli anni novanta la frequenza delle nevicate è notevolmente diminuita, al pari della tendenza in atto in tutto il nord Italia: in città si sono registrati solamente due fenomeni di rilievo, nel 1991 e nel 1996. Negli anni duemila il numero e l'intensità delle nevicate sono nuovamente aumentati per poi calare di nuovo nel secondo decennio e scomparire del tutto nella prima metà del terzo decennio.
C'è comunque da segnalare che a Genova, nella fascia interna o collinare, in media almeno una volta all'anno, e a volte solo per poche ore, possono verificarsi tempeste di neve degne di una città nordica, con violenta tramontana scura, specie nelle zone più esposte.
Negli ultimi 40 anni, le più importanti di queste tempeste, sempre generatesi da un Genova Low, che hanno interessato l'intera città, si sono verificate nei seguenti giorni:
Dalle ore 23 del 9 febbraio 1978 alle ore 7 dell'11 febbraio 1978: 35 cm (gli accumuli sono al livello del mare) temperatura 0 °C
Dalle ore 4 alle ore 18 del 4 gennaio 1979: 20 cm temperatura tra -2 °C e -4 °C
Dalle ore 7 del 21 dicembre 1981 alle ore 7 del 22 dicembre 1981: 50 cm temperatura di -1 °C
Dalle ore 11 alle ore 19 del 13 gennaio 1985: 20 cm temperatura tra -2 °C e -6 °C
Dalle ore 21 del 14 gennaio 1985 alle ore 7 del 15 gennaio 1985: 15 cm temperatura tra -1 °C e -3 °C
Dalle ore 22 del 28 gennaio 1986 alle ore 19 del 29 gennaio 1986: 25 cm temperatura tra 0 °C e -1 °C
Dalle ore 12 alle ore 18 del 1º marzo 1986: 15 cm temperatura tra 0 °C e -3 °C
Dalle ore 11 alle ore 18 del 14 gennaio 1987: 25 cm temperatura tra 0 °C e -4 °C
Dalle ore 2 del 7 febbraio 1991 alle ore 6 dell'8 febbraio 1991: 12 cm temperatura tra -2 °C e -5 °C
Dalle ore 3 alle ore 22 del 30 dicembre 1996: 10 cm temperatura tra -1 °C e -2 °C
Dalle ore 18 del 31 dicembre 1996 alle ore 3 del 1º gennaio 1997: 35 cm temperatura tra -1 °C e -3 °C
Dalle ore 13 alle ore 20 del 17 gennaio 2001: 15 cm temperatura tra 0 °C e -1 °C
Dalle ore 3 alle ore 17 del 3 marzo 2005: tra i 40 – 50 cm temperatura tra 0 °C e -2 °C
Dalle ore 2 del 25 gennaio 2006 alle ore 4 del 27 gennaio 2006: 35 cm temperatura tra 1 °C e -2 °C
Dalle ore 3 alle ore 19 del 7 gennaio 2009: 2/3 cm temperatura di 0 °C
Dalle ore 14 alle ore 22 del 18 dicembre 2009: 3/5 cm temperatura tra 1 °C e -3 °C
Dalle ore 2 alle ore 8 del 14 dicembre 2012: 2/3 cm temperatura di 0 °C
Dalle ore 16 alle ore 17 dell'11 febbraio 2013: 5 cm temperatura tra 0 °C e -1 °C
Dalle ore 14 alle ore 18 del 23 gennaio 2019: 5-10 cm temperatura tra 0 °C e 2 °C